# Praga TB 2
Praga TB 2 je označení pro nerealizovaný model trolejbusu z roku 1945.

## Kosntrukce
TB 2 měl být dvounápravový trolejbus podvozkové konstrukce. Měl být také schopen tahat vlečný vůz. V pravé bočnici trolejbusu se měly nacházet dvoje čtyřkřídlé skládací dveře. Pro vstup na stanoviště řidiče měl řidič používat jednokřídlé dveře v levé bočnici. Uspořádání sedaček v interiéru mělo být podélné.
Elektrickou výzbroj měl dodat podnik ČKD.